# 頼柏佑
頼 柏佑（らい はくゆう、ライ・ポーユー、英語: Lai Po-yu、2006年2月1日 - ）は、台湾の男子バドミントン選手。

## 経歴
2023年の世界ジュニア選手権では、決勝で馬尚 / 朱一珺に敗れ準優勝となった。
2025年のUSオープンで同胞ペアを次々やぶり優勝。19歳ペアがBWFワールドツアータイトルを獲得する快挙を達成。